# Macrozamia fraseri
Macrozamia fraseri är en kärlväxtart som beskrevs av Friedrich Anton Wilhelm Miquel. Macrozamia fraseri ingår i släktet Macrozamia och familjen Zamiaceae. IUCN kategoriserar arten globalt som livskraftig. Inga underarter finns listade i Catalogue of Life.

## Bildgalleri

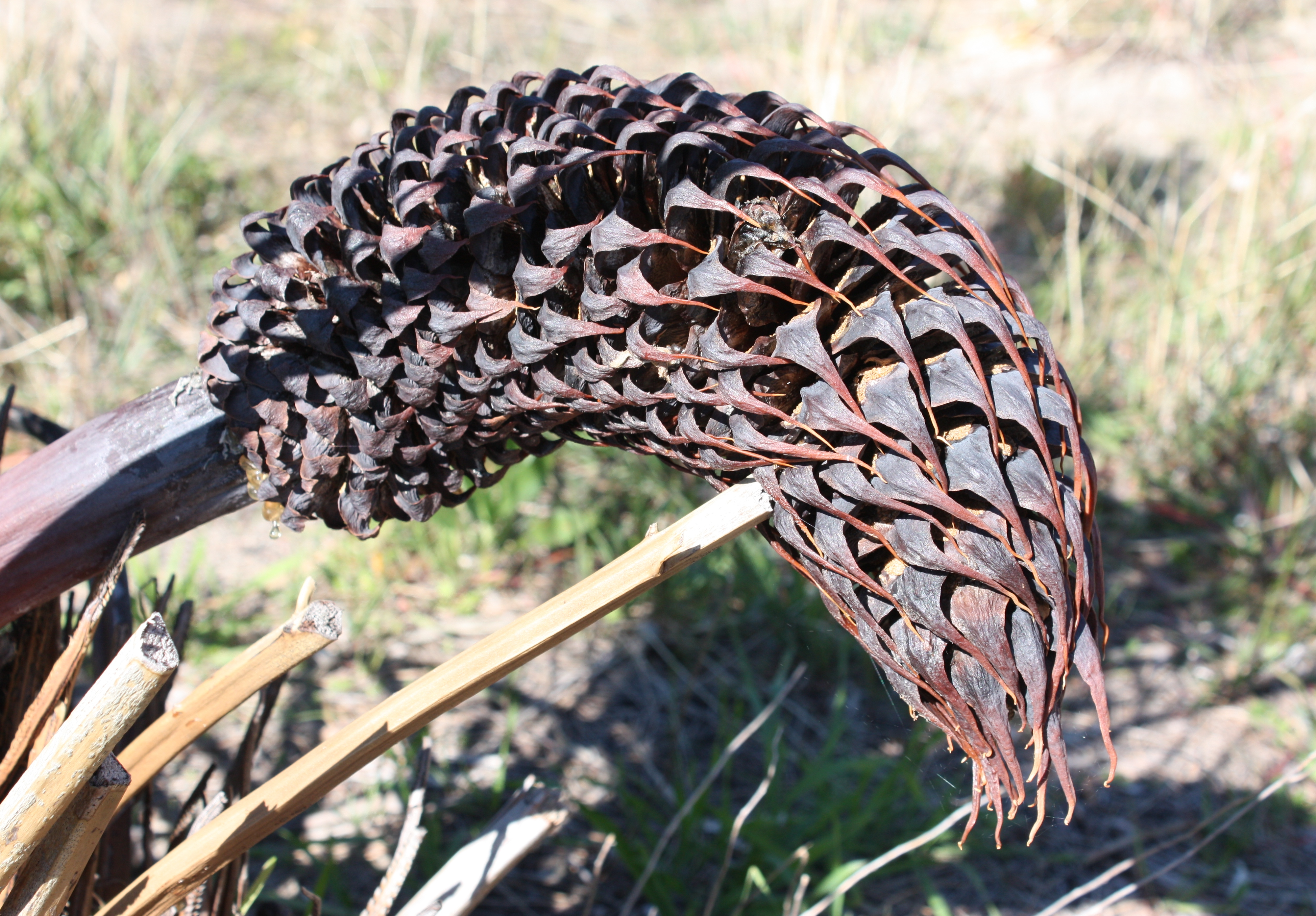